# 京都府立農業大学校
京都府立農業大学校（きょうとふりつのうぎょうだいがっこう）は、京都府綾部市位田町にある、府立の農業大学校である。

## 沿革
- 1981年 - それまでの京都府立高等農業講習所を廃止し、この学校を設置する。
- 2007年 - 林業コースが学生数減少のため廃止[1]。

## 概要
- 定員20名で、2年で卒業する。
- 合格者のコース別割合　野菜経営コース：８割ほど　茶業経営コース　２割
- 専攻課程として、以下のものがある。
  - 茶業経営
  - 野菜経営

## 特色
・少人数だからこそ、より多くの実践的なことを学べる。
・自分のやりたい作物を栽培できる。